# Tyson belos
Tyson belos är en fiskart som beskrevs av Springer, 1983. Tyson belos ingår som enda art i släktet Tyson och familjen Xenisthmidae. Inga underarter finns listade i Catalogue of Life.